# Mongkung
Mongkung (en birmà Maingkaing) és un estat dels estats dins l'Estat Shan de Myanmar. Té 2.650 km² i es cultiven intensament les seves terres formades per la vall del riu Teng, a la riba del qual hi ha la capital Mongkung. Encara es conserva el palau de fusta (Haw) del príncep que s'usava abans de la guerra, així com el tron (yazapalin) anomenat "alt tron", que només era usat pels prínceps de Mongkung i de Kengtung. És de majoria shan, i l'única minoria rellevant són els Palaung.

## Història
Mongkung era un subprincipat de Hsenwi que fou creat per ordre del rei de Birmània el 1835 que va nomenar príncep (Myosa) a Khun Long. El 1882 el saofa de Mongnai es va revoltar contra el rei birmà i els estats veïns es van dividir, uns que li van fer costat i altres que no. Mongkung, Kehsi Mansam i Laikha, estats de la zona, van fer costat al saofa (Sawpaw) de Mongnai contra els birmans. Per contra Mongshu i Mongnawng van estar al costat dels birmans, i els van ajudar envaint els territoris rebels. Derrotats o amenaçats es van retirar cap a l'est i es van refugiar a Kengtung i quan van retornar als seus principats el poder birmà estava enfús i els britànics eren els amos de la situació. Alguns prínceps van sotmetre's als britànics però altres no ho van voler fer, com Mongnai i Lawksawk, els prínceps dels quals van tornar a Kengtung (1886) i van invitar al príncep birmà Limbin (fill de l'exrei birmà Mindon), que estava a Moulmein, a encapçalar una confederació en què Mongnai va ser capdavantera. Mongkung fou ocupat per les forces de la Confederació. Limbin va arribar a la zona via Siam i va dirigir als rebels reunits a Kengtung, avançant cap a l'oest, però foren desfets pels britànics (1887). El príncep de Mongkung, que s'havia aliat als britànics, va ser reposat en el seu domini que fou reconegut estat separat i va prendre el títol de sawpaw o saofa (príncep celestial). El darrer príncep que va governar va abdicar el 1959 i després fou una de la Repúbliques de la unió d'Estats Shan que constituïren l'Estat Shan, amb vocació d'independència, però part de Myanmar.